# Großsteingrab Mørket
Das Großsteingrab Mørket war eine megalithische Grabanlage der jungsteinzeitlichen Nordgruppe der Trichterbecherkultur im Kirchspiel Ganløse in der dänischen Kommune Egedal. Es wurde im 19. oder frühen 20. Jahrhundert zerstört.

## Lage
Das Grab lag nordnordöstlich von Ganløse auf einer Obstplantage. In der näheren Umgebung gibt bzw. gab es zahlreiche weitere megalithische Grabanlagen. Unmittelbar nordwestlich des Standortes des zerstörten Grabes befindet sich ein weiterer, in Teilen erhaltener Langhügel (Nr. 010602-7), bei dem aber keine megalithischen Strukturen festgestellt werden konnten.

## Forschungsgeschichte
Im Jahr 1875 führten Mitarbeiter des Dänischen Nationalmuseums eine Dokumentation der Fundstelle durch. Zu dieser Zeit war die Anlage bereits stark beschädigt. Bei einer weiteren Dokumentation im Jahr 1942 waren keine baulichen Überreste mehr auszumachen.

## Beschreibung
Die Anlage besaß eine nordwest-südöstlich orientierte längliche Hügelschüttung, die 1875 nur noch zur Hälfte erhalten war. Der Hügel hatte ursprünglich eine Länge von etwa 30 m; seine Breite betrug in der Mitte 7 m, am Nordwestende hingegen nur 6 m; eventuell war der Hügel ursprünglich trapezförmig. Der Hügel bestand aus dunkler Erde und Feuerstein-Grus. Die Umfassung dürfte ursprünglich aus je 17 Steinen an den Langseiten, zwei Steinen an der südöstlichen Schmalseite und einem Stein an der nordwestlichen Schmalseite bestanden haben.
Eine Grabkammer konnte nicht eindeutig identifiziert werden, allerdings könnte es sich bei einem Stein, der etwa 8 m vom nordwestlichen Ende des Hügels lag, um einen Deckstein gehandelt haben.